# Desfontainia
Genre
Classification APG III (2009)
Desfontainia est un genre de plante de la famille des Loganiaceae, ou des Desfontainiaceae selon la classification phylogénétique.

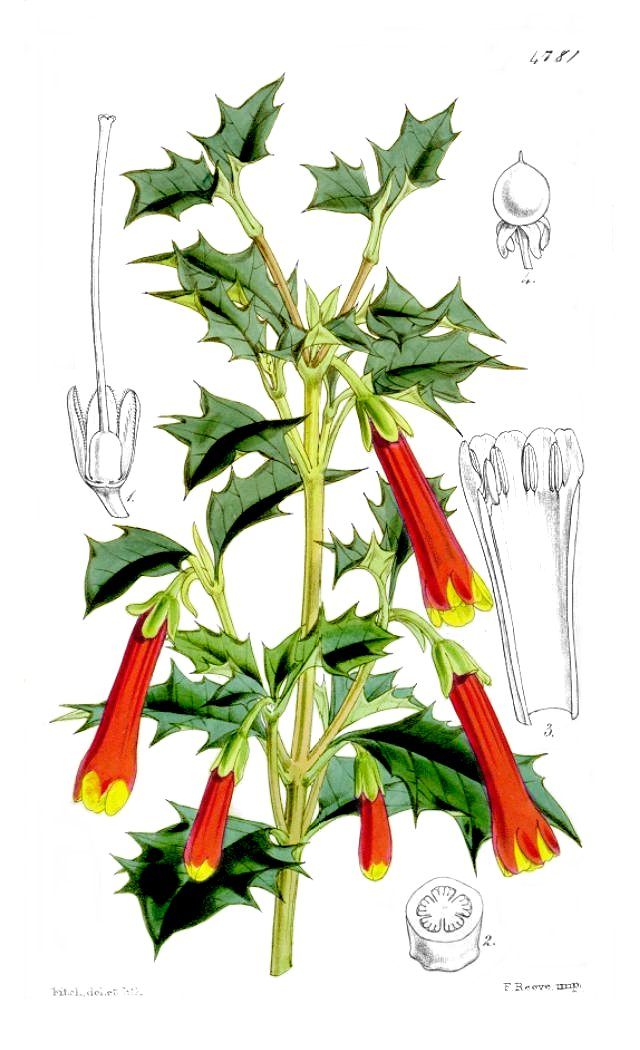
Desfontainia spinosa

Il comprend au moins une espèce, Desfontainia spinosa Ruiz & Pav.
Selon certains auteurs, une seconde est également mentionnée : Desfontainia splendens Bonpl.
Desfontainia spinosa est un arbuste à feuilles persistantes, opposées, épineuses, à fleur terminale solitaire à longue corolle tubulaire orange, originaire des régions andines tropicales d'Amérique du Sud jusqu'au Costa Rica.